# Пааташвили, Леван Георгиевич
Лева́н Георгиеви́ч Пааташвили (груз. ლევან გიორგის ძე პაატაშვილი; 12 марта 1926, Тифлис, ГССР, СССР — 24 января 2023) — советский и грузинский кинооператор, народный артист Грузинской ССР (1979), лауреат Государственной премии СССР (1985).

## Биография
Леван Пааташвили родился 12 марта 1926 года в Тифлисе (ныне Тбилиси).
В 1945 г. окончил архитектурный факультет Тбилисского строительного техникума.
С 1946 г. по 1949 г. учился в Московском Театральном художественно-техническом училище на электросветотехническом отделении ЭСТО по специальности «театральная светотехника».
В 1954 году окончил ВГИК (операторский факультет, мастерская Б. И. Волчека). В первых же фильмах, снятых Леваном Пааташвили на киностудии Грузия-фильм, проявился его яркий операторский талант. Фильм «Чужие дети» Тенгиза Абуладзе, снятый в жёсткой, графичной, аскетичной манере, получил призы на фестивалях в Хельсинки, Лондоне, Тегеране и Порретта-Терме (Италия), а за свою работу в фильме «День последний, день первый» Семёна Долидзе Леван Пааташвили был награждён Первой премией на ВКФ в Минске (Белоруссия) «За лучшую операторскую работу».
С 1964 по 1980 год Пааташвили работал на киностудии «Мосфильм», снял фильмы «До свидания, мальчики», «Бег», «Романс о влюблённых», «Сибириада» — разные по стилистике, по изобразительному решению, наполненности кадров, операторскому взгляду на события и атмосферу происходящего. В каждом фильме он экспериментирует — меняются интенсивность цвета, движение камеры, рисунок освещения. В светлом романтическом фильме Михаила Калика «До свидания, мальчики!» Леван Пааташвили сумел создать на экране нежную атмосферу шестидесятых, напоённую, однако, ощутимой тревогой. В «Беге» Алова и Наумова размах и визуальная роскошь сочетаются с уравновешенностью и сбалансированностью, разнообразные пейзажи и интерьеры выдержаны в едином настроении, сочетающем отчётливость реальности и смутность кошмарного сна. С режиссёром Андреем Кончаловским были сняты самая эмоциональная («Романс о влюблённых») и самая масштабная («Сибириада») картины Левана Пааташвили. Все эти фильмы и фильмы, снятые позднее на киностудии «Грузия-фильм», получили признание и были награждены призами на отечественных и международных кинофестивалях. В 1985 году Леван Пааташвили был награждён Государственной премией СССР за фильм «Голубые горы, или Неправдоподобная история».
Кинокритик Лидия Маслова отмечала способность Левана Пааташвили выполнять очень сложные задачи, всецело подчиняясь авторскому замыслу, «растворяться» в режиссуре, без стремления солировать, амбициозно предъявлять себя.
С 1981 по 1995 гг. — организатор и руководитель операторской мастерской кинофакультета Тбилисского театрального института им. Ш. Руставели.
С 1978 г. — преподаватель на заочном отделении операторского факультета ВГИКа.
С 1997 г. — художественный руководитель операторской мастерской на ВКСР.
C 2000 г. — преподавал операторское мастерство в Московской Международной Киношколе
В 2006 году награждён Призом Мирона Черненко «Слон» Гильдии киноведов и кинокритиков России за книгу «Полвека у стены Леонардо. Из опыта операторской профессии».
В 2008 году награждён Премией киноизобразительного искусства «Белый квадрат» Гильдии кинооператоров России — «За вклад в операторское искусство».
Член Союза кинематографистов РФ, действительный член Национальной академии кинематографических искусств и наук России, профессор ВГИКа.
Член Союза художников Грузии. Три персональные выставки картин. Работы находятся в частных коллекциях России, Грузии, Канады, Швеции, Италии, Франции.
Скончался 24 января 2023 года.

## Фильмография
- 1954 — «Опасные тропы», реж. Александр Алексеев, Евгений Алексеев
- 1958 — «Чужие дети», реж. Тенгиз Абуладзе
- 1959 — «День последний, день первый», реж. Семён Долидзе
- 1961 — «Под одним небом», реж. Лана Гогоберидзе
- 1963 — «Куклы смеются», реж. Николай Санишвили
- 1964 — «До свидания, мальчики», реж. Михаил Калик
- 1970 — «Бег», реж. Александр Алов, Владимир Наумов
- 1973 — «Своя земля», реж. Пётр Тодоровский
- 1974 — «Романс о влюблённых», реж. Андрей Кончаловский
- 1975 — «Ау-у!», к/а, новелла «И подъехали к избе сваты…», реж. Виктор Крючков
- 1978 — «Сибириада», реж. Андрей Кончаловский
- 1980 — «Здравствуйте все!», («Пиросмани»), реж. Григорий Лордкипанидзе, Амиран Дарсавелидзе
- 1981 — «Мельница на окраине города», реж. Резо Эсадзе
- 1984 — «Голубые горы, или Неправдоподобная история», реж. Эльдар Шангелая
- 1985 — «Путешествие молодого композитора», реж. Георгий Шенгелая
- 1986 — «Нейлоновая ёлка», реж. Резо Эсадзе
- 1987 — «Эй, маэстро!», реж. Нодар Манагадзе
- 1986 — «Робинзонада, или Мой английский дедушка», реж. Нана Джорджадзе
- 1990 — «Мадо, до востребования», реж. Александр Адабашьян
- 1990 — «Белые флаги», реж. Григорий Лордкипанидзе
- 1990 — «Стена», реж. Заза Буадзе
- 1998 — «Прощай, молодость»

## Награды и премии
- 1960 — Первая премия оператору на ВКФ в Минске за х/ф «День последний, день первый»
- 1976 — Орден «Знак Почёта»
- 1979 — Народный артист Грузинской ССР
- 1985 — Государственная премия СССР за х/ф «Голубые горы, или Неправдоподобная история»
- 1985 — Приз и диплом за операторскую работу на ВКФ в Минске за х/ф «Путешествие молодого композитора»
- 1986 — Орден «Знак Почёта»
- 2007 — Премия «За вклад в операторское искусство им. С. Урусевского» в рамках Премии киноизобразительного искусства «Белый квадрат».

## Сочинения
- Леван Пааташвили. Полвека у стены Леонардо. Из опыта операторской профессии. — М.: Издательство 625, 2006. — 272 с. — ISBN 5-901778-05-7.